# Helikon-Tex
Helikon-Tex — польская марка одежды и снаряжения военного и туристического назначения, существующая с 1983 года, принадлежащая компании Entire M со штаб-квартирой во Вроцлаве. Специализируется на производстве текстильных изделий, прежде всего тактической одежды, рюкзаков, сумок, а также аксессуаров, связанных с выживанием, бушкрафтом и туризмом.

## История
Первоначально Helikon-Tex занималась торговлей вещевым имуществом из военного демобилизационного фонда. В 1999 году компания начала собственное производство военной и полувоенной одежды. В 2013 году фирма наладила сотрудничество с компанией Hyde Definition, занимающейся разработкой камуфляжных рисунков PenCott: GreenZone, Badlands, SandStorm и Snowdrift.
В ноябре 2021 года Helikon-Tex вошла в состав вновь созданной компании Entire M, став одной из её собственных марок наряду с Direct Action.
В 2017 году бренд начал прямые розничные продажи через интернет-магазин. Helikon-Tex регулярно участвует в отраслевых выставках, таких как MSPO в Кельце и Enforce Tac в Нюрнберге.

## Благотворительная и социальная деятельность
Helikon-Tex принимает организационное и финансовое участие в различных мероприятиях, главным образом военной и выживальческой тематики. Компания выступала спонсором или партнёром таких событий, как военно-спортивная игра Selekcja, баскетбольный матч Gortat Team vs Wojsko Polskie, а также курсы первой помощи OFA Jura.
Компания также является постоянным спонсором Группы исследователей журнала «Odkrywca».

## Награды и признание
В 2015 году Helikon-Tex была включена в список Potęgi Biznesu 2015 компаний Польши, рыночная стоимость которых росла наиболее быстро за предыдущий год. В том же году компания вошла в рейтинг Efektywna Firma 2015 и Światowa Firma – Worldwide Company 2015.
В 2016 году фирма стала лауреатом рейтинга Gazele Biznesu 2016.

## В культуре
Продукция Helikon появлялась в популярных кино- и телепроектах, в том числе:
- сериал Карточный домик (телесериал) (3-й сезон)[14][15][2].
- научно-фантастический сериал Halo: Nightfall[16][17][2].